# Transactions, Natural History Society of Formosa
Transactions, Natural History Society of Formosa (abreviado Trans. Nat. Hist. Soc. Formosa) fue una revista con ilustraciones y descripciones botánicas que fue editada en Taiwán desde 1911 hasta 1944.
Se publicó con los nombres de:
- Journal of the Natural History Society of Taiwan
- Transactions of the Natural History Society of Formosa
- Transactions of the Natural History Society of Taiwan[2]